# Resonancia paramagnética electrónica

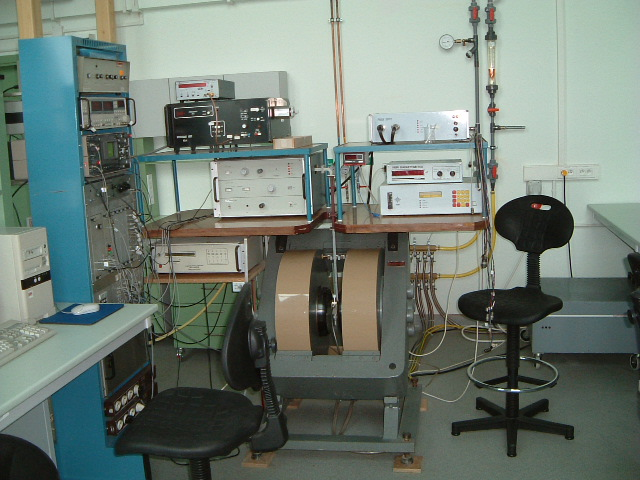
Espectrómetro de RPE

La resonancia paramagnética electrónica (RPE o EPR, por sus siglas en inglés)  o resonancia de espín electrónico (REE) es una técnica espectroscópica sensible a electrones desapareados. Generalmente, se trata de un radical libre para moléculas orgánicas o de un ion de un metal de transición si es un compuesto inorgánico. Como la mayoría de las moléculas estables tienen una configuración de capa cerrada, con todos los espines emparejados, esta técnica tiene menos aplicación que la resonancia magnética nuclear (RMN). La resonancia paramagnética del electrón fue observada por primera vez en la Universidad Federal de Kazán, por el físico soviético Yevgueni Zavoiski en 1944, y fue desarrollada de forma independiente, al mismo tiempo, por Brebis Bleaney en la universidad de Oxford.
Los principios físicos de esta técnica son análogos a los de la RMN, pero en el caso de la RPE se excitan espines electrónicos en lugar de nucleares. La energía de interacción con el campo magnético de los electrones es mucho mayor que la de los núcleos, de forma que se usan campos magnéticos externos más débiles y frecuencias electromagnéticas más altas. En un campo magnético de 0,3 T, la RPE ocurre alrededor de 10 GHz.
La RPE se usa en física del estado sólido para identificar y cuantificar radicales (esto es, moléculas con electrones desapareados), así como en biología y medicina para seguir sondas de espín biológicas. Estas sondas son moléculas con electrones desapareados especialmente diseñadas para estabilizar a estos electrones y acoplarse a sitios específicos en una célula, de forma que se pueda obtener información de este sitio al medir el entorno de estos electrones.
Para detectar algunos detalles sutiles en algunos sistemas, se precisa la RPE de altos campos y alta frecuencia. A diferencia de la RPE corriente, que es asequible para laboratorios universitarios, hay pocos centros en el mundo que ofrezcan RPE de altos campos y alta frecuencia. Entre ellos están el ILL en Grenoble (Francia) y otro en Tallahassee (Estados Unidos de América).

## Teoría

### Origen de una señal de RPE
Cada electrón posee un momento magnético y un número cuántico de spin {\displaystyle s={\frac {1}{2}}} con componentes magnéticos {\displaystyle m_{s}=+{\frac {1}{2}}} o {\displaystyle m_{s}=-{\frac {1}{2}}}. En presencia de un campo magnético externo de fuerza {\displaystyle B_{0}}, el momento magnético del electrón de alinea con el campo de forma antiparalela (si {\displaystyle m_{s}=-{\frac {1}{2}}}) o de forma paralela (si {\displaystyle m_{s}=+{\frac {1}{2}}}). Cada alineación posee una energía específica debido al efecto Zeeman, descrita por la ecuación:
{\displaystyle E=m_{s}g_{e}\mu _{B}B_{0}}
Donde:
- {\displaystyle E} es la energía específica de la alineación

- {\displaystyle g_{e}} es el factor g del electrón (véase también el factor de Landé), con un valor de {\displaystyle g_{e}=2.0023} para un electrón libre.[3] Es un valor adimensional pues representa la relación entre el momento magnético de una partícula y su número cuántico angular.
- {\displaystyle \mu _{B}} es el magnetón de Bohr.
- {\displaystyle B_{0}}es el campo magnético y
- {\displaystyle m_{s}} es el espín.

Por lo tanto, la separación entre el estado energético más bajo y el más alto corresponde a {\displaystyle \Delta E=g_{e}\mu _{B}B_{0}} para electrones libres sin  aparear. Debido a que tanto el factor g del electrón como el magnetón de Bohr son constantes, la ecuación implica que la separación de los niveles de energía es directamente proporcional a la fuerza del campo magnético como se muestra en el diagrama de abajo.

En el eje de las abscisas se grafica el valor del campo magnético y en el de las ordenadas, la energía específica de la alineación.

Un electrón desapareado puede moverse entre ambos niveles de energía ya sea absorbiendo o emitiendo un fotón de energía {\displaystyle h\nu } de forma que la condición de resonancia {\displaystyle h\nu =\Delta E} se cumpla. Esto da como resultado la ecuación fundamental de la espectroscopía RPE: {\displaystyle h\nu =g_{e}\mu _{B}B_{0}}.
De manera experimental, esta ecuación permite una amplia combinación de frecuencias y valores de campos magnéticos, pero la vasta mayoría de mediciones de RPE se llevan a cabo con microondas en la región de los 9000 a los 10 000 MHz (9-10 GHz), con campos correspondientes de alrededor de 3500 G (0.35 T). Entonces, los espectros de RPE pueden generarse ya sea variando la frecuencia del fotón incidente sobre la muestre y manteniendo el campo magnético constante o, por el contrario, variando el campo magnético y manteniendo la frecuencia del fotón constante. En la práctica, usualmente es la frecuencia del fotón la que se mantiene fija. 
Si un grupo de centros paramagnéticos, por ejemplo radicales libres, es expuesto a microondas a una frecuencia fija, al aumentar el campo magnético externo, la brecha energética entre los estados energéticos {\displaystyle m_{s}=+{\frac {1}{2}}} y {\displaystyle m_{s}=-{\frac {1}{2}}} se agranda hasta que iguale la energía de las microondas (representado por la doble flecha en el diagrama de arriba). En este punto, los electrones desapareados pueden moverse entre ambos estados del espín. Debido a que, usualmente, hay más electrones en el estado inferior debido a la distribución de Maxwell-Boltzmann, existe una absorción neta de energía y es esta absorción la que se monitorea y se convierte en un espectro. El espectro superior en la imagen de abajo es la absorción simulada para un sistema de electrones libres en un campo magnético variable. El espectro inferior es la primera derivada del espectro de absorción. Esta última es la manera más común de representar y publicar espectros de RPE. 

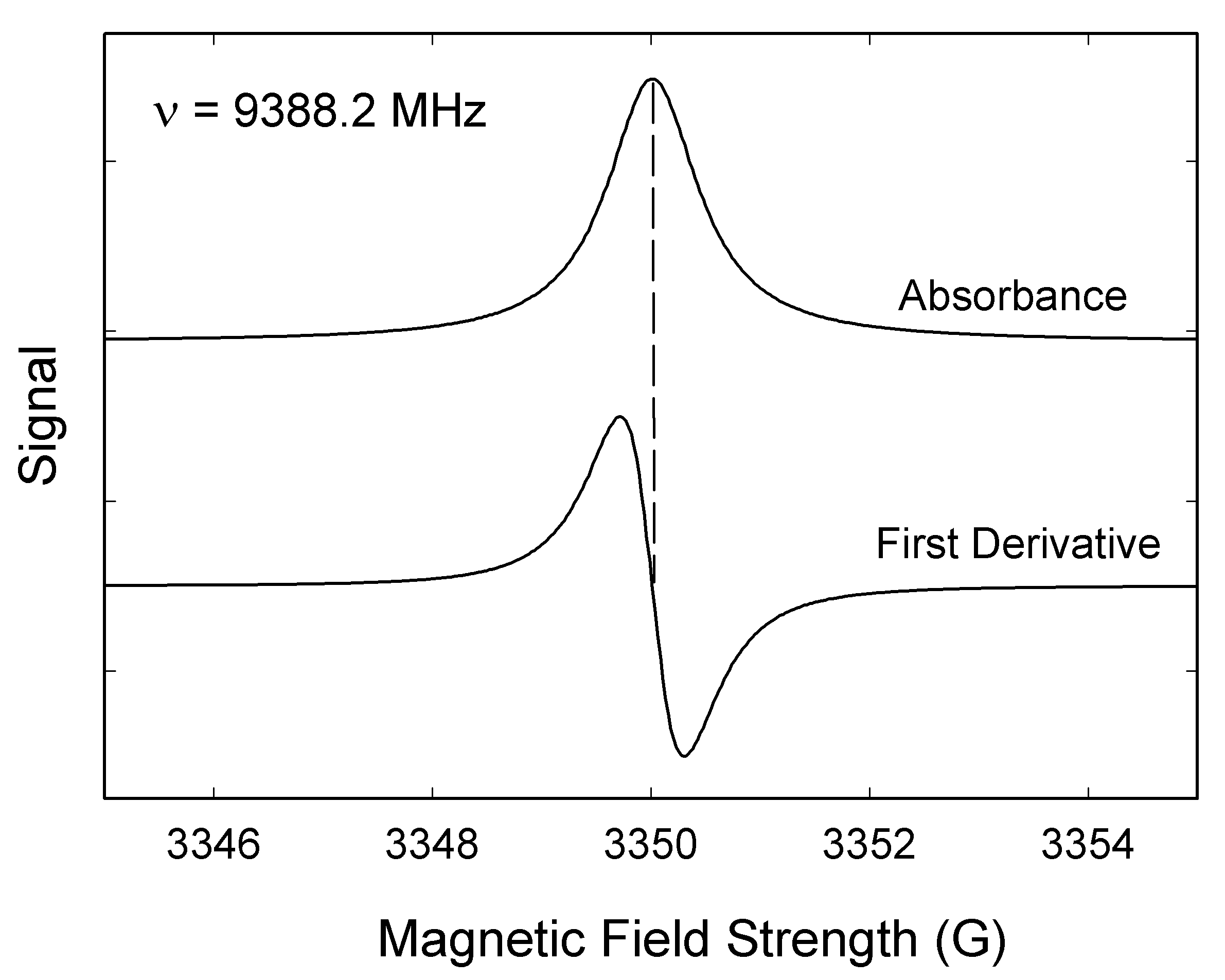
En el eje de las abscisas: Fuerza del campo magnético en Gauss. En el eje de las ordenadas: Señal recibida por el equipo.
La señal de arriba es la absorbancia de energía y la de abajo es su primera derivada.

En este caso, para una frecuencia de microondas de 9388,2 MHz, la resonancia predicha ocurre a un valor de campo magnético de alrededor de 3350 G o 0.3350 T, calculado mediante la ecuación {\displaystyle B_{0}={\frac {h\nu }{g_{e}\mu _{B}}}}
Debido a las diferencias de masa entre el electrón y el núcleo, el momento magnético de un electrón es significativamente mayor que la cantidad correspondiente para cualquier núcleo, de manera que se requiere una frecuencia electromagnética mayor para llevar a cabo una resonancia de espín que la que se requiere para un núcleo en similares valores de campo magnético. Por ejemplo, para un campo de 3350 G, como el mostrado arriba, la resonancia del espín electrónico ocurre cerca de los 9388,2 MHz mientras que para un núcleo de 1H, se requieren sólo 14,3 MHz.

### Modulación del campo

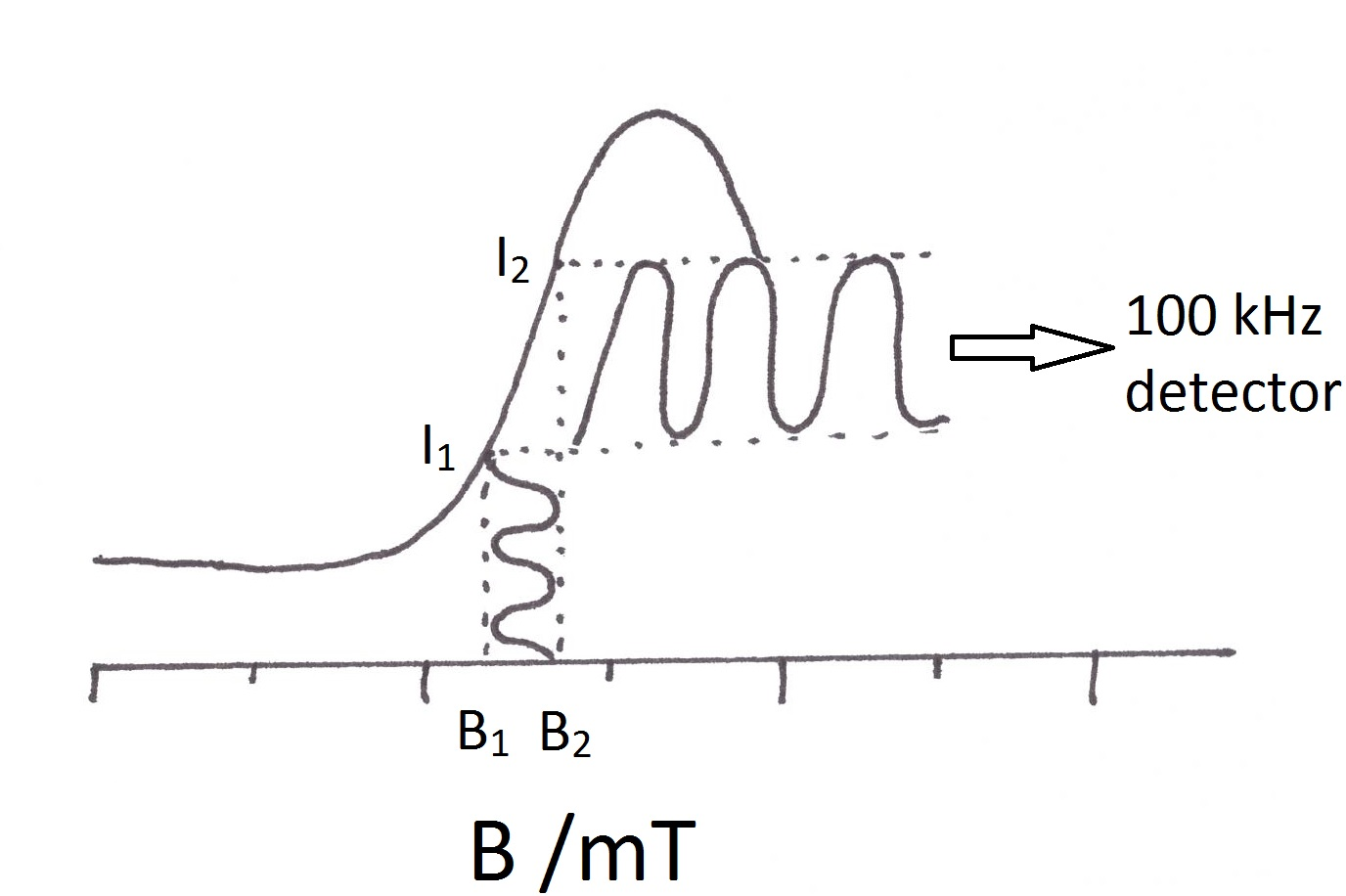
El campo oscila entre B_{1} y B_{2} debido a la modulación sobrepuesta del campo a 100 kHz. Esto causa que la intensidad de la absorción oscile entre I_{1} e I_{2}. Mientras mayor sea la diferencia, mayor será la intensidad detectada. Como se detecta una diferencia entre intensidades, se detecta la primera derivada de las absorciones.

Como se mencionó anteriormente, un espectro de RPE usualmente se mide directamente como la primera derivada de la absorbancia. Esto se logra mediante una modulación del campo. Un pequeño campo magnético oscilante adicional es aplicado al campo magnético externo a una frecuencia típica de 100 kilohercios. Al detectar la amplitud entre picos de onda, se puede medir la primera derivada de la absorción. Al usar detección sensible a las fases, sólo se detectan señales de la misma modulación (100 kHz). Esto resulta en relaciones señal-ruido altas. La modulación de campos es única para las mediciones de RPE de onda continua y los espectros resultantes de dichos experimentos son presentados como perfiles de absorción.

### Distribución de Maxwell-Boltzmann
En la práctica, las muestras de RPE consisten en grupos de diversas especies paramagnéticas y no sólo centros paramagnéticos aislados. Si la población de radicales se encuentra en equilibrio termodinámico, su distribución estadística es descrita por la ecuación de Maxwell-Boltzmann:
{\displaystyle {\frac {n_{\text{sup}}}{n_{\text{inf}}}}=e^{-{\frac {E_{\text{sup}}-E_{\text{inf}}}{kT}}}=e^{-{\frac {\Delta E}{kT}}}=e^{-{\frac {\epsilon }{kT}}}=e^{-{\frac {h\nu }{kT}}}}
donde {\displaystyle n_{\text{sup}}}es el número de centros paramagnéticos que ocupan el estado de energía superior, {\displaystyle k} es la constante de Boltzmann y {\displaystyle T} es la temperatura termodinámica, expresada en Kelvin. A 298 K, las frecuencias de microondas de banda X ({\displaystyle \nu \approx 9.75\ GHz})  dan una relación {\displaystyle {\frac {n_{\text{sup}}}{n_{\text{inf}}}}\approx 0.998}, lo que significa que el nivel superior de energía tiene una población ligeramente menor que la del nivel inferior. Por lo tanto, las transiciones del estado inferior al superior son más probables que las contrarias, lo que explica por qué hay una absorción neta de energía. 
La sensibilidad del método RPE (el número mínimo de espines detectables {\displaystyle N_{\text{min}}}) depende de la frecuencia del fotón {\displaystyle \nu } de acuerdo a la ecuación:
{\displaystyle N_{\text{min}}={\frac {k_{1}V}{Q_{0}k_{f}v^{2}P^{\text{1/2}}}}}
Donde:
{\displaystyle k_{1}} es una constante,
{\displaystyle V} es el volumen de la muestra
{\displaystyle Q_{0}} es el factor de calidad de la cámara de microondas
{\displaystyle k_{f}} es el coeficiente de llenado de la cámara y
{\displaystyle P} es el poder de microondas en la cámara del espectrómetro. 
Con {\displaystyle k_{f}} y {\displaystyle P} siendo constantes, {\displaystyle N_{\text{min}}\thicksim (Q_{0}\nu ^{2})^{\text{-1}}}, por ejemplo, {\displaystyle N_{\text{min}}\thicksim \nu ^{-\alpha }}donde {\displaystyle \alpha \approx 1.5}. En la práctica, {\displaystyle \alpha } puede variar de 0.5 a 4.5 dependiendo de las características del espectrómetro, condiciones de resonancia y tamaño de la muestra.
Una gran sensibilidad se puede lograr con un bajo límite de detección{\displaystyle N_{\text{min}}} y un gran número de espines. Entonces, los parámetros requeridos son:
- Una alta frecuencia del espectrómetro para maximizar la ecuación 2.
- Una baja temperatura para disminuir el número de espínes en el nivel superior de energía. Esta condiciones explica por qué los espectros usualmente se realizan a la temperatura de ebullición del nitrógeno líquido o del helio líquido.

## Parámetros espectrales
En sistemas reales, los electrones normalmente no se encuentran aislados, sino que están asociados con uno o más átomos. Existen diversas consecuencias importantes para esto:
1. Un electrón desapareado puede ganar o perder momento angular, lo que cambia el valor de su factor g, lo que causa que difiera de {\displaystyle g_{e}}. Esto es especialmente importante en sistemas químicos que poseen iones de metales de transición.
2. Sistemas con múltiples electrones desapareados pueden experimentar interacciones interelectrónicas que dan origen a la «estructura fina». Esto es notado en el desdoblamiento a campo nulo y en las interacciones de intercambio y pueden tener una magnitud bastante grande.
3. El momento magnético de un núcleo con un espín nuclear diferente de cero afectará a cualquier electrón desapareado asociada con ese átomo. Esto conduce al fenómeno de acoplamiento hiperfino, análogo al acoplamiento J en resonancia magnética nuclear, que corresponde al desdoblamiento en dobletes, tripletes  y otros. Desdoblamientos adicionales menores causados por núcleos cercanos usualmente son llamados acoplamientos «superhiperfinos».
4. Las interacciones de un electrón desapareado con su entorno modifican la forma de un espectro de RPE. La forma de los espectros pueden brindar información acerca de, por ejemplo, avances de reacciones químicas.[5]
5. Estos efectos (factor g, acoplamiento hiperfino, desdoblamiento a campo nulo, interacciones de intercambio) en un átomo o molécula pueden ser diferentes para todas las orientaciones de un electrón desapareado en un campo magnético externo. Esta anisotropía depende de la estructura electrónica del átomo o molécula en cuestión y puede proveer información acerca del orbital atómico o molecular que contiene al electrón desapareado.

### El factor g
Conocer el factor g puede proveer información acerca de la estructura electrónica de un centro paramagnético. Un electrón desapareado responde no sólo al campo magnético aplicado del espectrómetro {\displaystyle B_{0}}, sino también a cualquier campo magnético local de átomos y moléculas. El campo magnético efectivo {\displaystyle B_{eff}} que experimenta un electrón se escribe, entonces, de la siguiente manera:
{\displaystyle B_{eff}=B_{0}(1-\sigma )}
donde {\displaystyle \sigma } es un factor de corrección que incluye los efectos de los campos locales ({\displaystyle \sigma } puede ser positivo o negativo). Por lo tanto, condición de resonancia {\displaystyle h\nu =g_{e}\mu _{B}B_{eff}} se reescribe de la siguiente manera:
{\displaystyle h\nu =g_{e}\mu _{B}B_{eff}=g_{e}\mu _{B}B_{0}(1-\sigma )}
si se agrupan los términos, la cantidad {\displaystyle g_{e}(1-\sigma )} se puede denominar simplemente {\displaystyle g} y también recibe el nombre de factor-g, por lo que la ecuación de resonancia final se convierte en:
{\displaystyle h\nu =g\mu _{B}B_{0}}
Esta última ecuación es usada para determinar {\displaystyle g} en un experimento de RPE, midiendo el campo y la frecuencia a la cual la resonancia ocurre. Si {\displaystyle g\neq g_{e}}, está implicado que la relación del momento magnético de spin de los electrones desapareados con respecto al momento angular difiere del valor para un electrón libre. Debido a que el momento magnético de espín de un electrón es constante (aproximadamente el valor del magnetón de Bohr), se puede deducir que el electrón debió haber ganado o perdido momento angular a través del acoplamiento espín-órbita.Debido a que los mecanismos del acoplamiento espín-órbita están bien estudiados, la magnitud del cambio brinda información acerca de la naturaleza del orbital atómico o molecular que contiene al electrón.
En general, el factor g no es una cantidad escalar , sino un tensor de orden dos, representado por 9 números ordenados en una matriz de 3x3. Los ejes principales de este tensor son determinados por los campos locales, por ejemplo, por el arreglo atómico local alrededor del espín desapareado en un sólido o en una molécula. La elección apropiada de un sistema de coordenadas (como x, y, z), permite que el tensor se «diagonalice», reduciendo entonces el máximo número de componentes de 9 a 3: {\displaystyle g_{xx},g_{yy}} y {\displaystyle g_{zz}}. Para un solo espín que experimenta sólo la interacción Zeeman con un campo magnético externo, la posición de la resonancia RPE está dada por la expresión {\displaystyle g_{xx}B_{x}+g_{yy}B_{y}+g_{zz}B_{z}}. En esta expresión, {\displaystyle B_{x},B_{y},B_{z}} son componentes del vector de campo magnético en un sistema de coordenadas (x,y,z) y sus magnitudes cambian según el campo magnético sea rotado, así como también cambia la frecuencia de resonancia. Para un gran grupo de espines orientados aleatoriamente, el espectro de RPE consiste en tres picos de forma característica a las frecuencias {\displaystyle g_{xx}B_{0},g_{yy}B_{0}\ y\ g_{zz}B_{0}}: el pico de baja frecuencia es positivo en el espectro de la primera derivada, el de alta frecuencia es negativo y el pico central es bipolar. Dichas situaciones son observadas comúnmente en polvos y el espectro entonces recibe el nombre de «espectro de patrón de polvo». En cristales, el número de líneas de RPE es determinado por el número de orientaciones cristalográficas equivalentes del espín susceptible a RPE (centro de RPE).

### Acoplamiento hiperfino
Debido a que el origen de un espectro RPE es el cambio en el estado de un espín electrónico, el espectro de RPE para un radical (sistema con S=1/2) debería consistir de una sola línea. Una complejidad mayor surge de que el espín electrónico se acopla con los espines nucleares cercanos. La magnitud de este acoplamiento es proporcional al momento magnético del núcleo acoplado y depende del mecanismo de acoplamiento. El acoplamiento es mediado por dos procesos: dipolar (a través del espacio) e isotrópico (a través de un enlace).
Este acoplamiento introduce estados energéticos adicionales y, en consecuencia, se producen espectros con diversas líneas. En estos casos, el espacio entre las líneas espectrales de la RPE indican el grado de interacción entre los electrones desapareados y el núcleo perturbador. La constante de acoplamiento hiperfino de un núcleo está directamente relacionada con el espaciamiento entre las líneas espectrales y, en los casos más simples, es esencialmente el espaciamiento en sí mismo.
Dos mecanismos comunes mediante los cuales los electrones y el núcleo interactúan son la interacción de contacto de Fermi y la interacción dipolar. La primera aplica ampliamente al caso de las interacciones isotrópicas (independientes de la orientación de la muestra en un campo magnético) y la segunda aplica al caso de las interacciones anisotrópicas (espectros dependientes de la orientación de la muestra en un campo magnético). La polarización del espín es el tercer mecanismo para las interacciones entre un electrón desapareado y un espín nuclear, siendo especialmente importante para los para los radicales orgánicos que poseen electrones π, como el anión radical benceno. Los símbolos "a" y "A" son usados para representar las constantes de acoplamiento hiperfino isotrópicas, mientras que "B" es usualmente empleado para las constantes de acoplamiento hiperfino anisotrópicas. De manera estricta, a se refiere a la constante de desdoblamiento hiperfino, un espaciamiento entre líneas que se mide en unidades de campo magnético, mientras que A y B se refieren a las constantes de acoplamiento hiperfino que se miden en unidades de frecuencia. Las constantes de desdoblamiento y acoplamiento son proporcionales, pero no son idénticas.
En la mayoría de los casos, los patrones de desdoblamiento hiperfino isotrópico para un radical que se mueve libremente en una solución (sistema isotrópico) pueden ser predichos.

### Multiplicidad

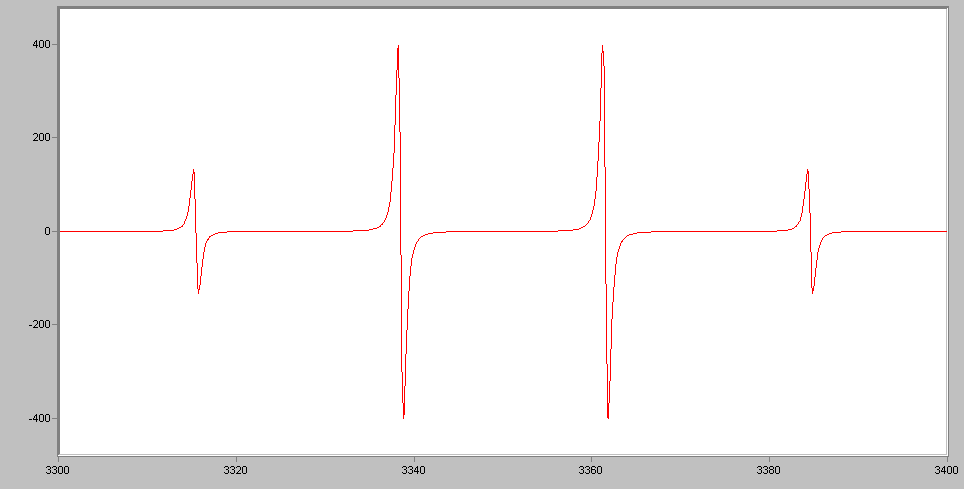
Espectro de RPE para el radical metilo

- Para un radical que posee una cantidad M de núcleos equivalente, cada uno con un espín l, el número de líneas esperadas en el espectro de RPE es {\displaystyle 2Ml+1}. Por ejemplo, el radical metilo {\displaystyle {\ce {CH3{.}}}} posee tres núcleos de 1H, cada uno con {\displaystyle l=1/2}, por lo que el número de líneas esperadas es {\displaystyle 2Ml+1=2(3)(1/2)+1=4}, al igual que se observa en resultados experimentales.Espectro de RPE para el radical metilo
- Para un radical que posee M1 núcleos equivalentes, cada uno con un espín I1  y otro grupo M2 de núcleos equivalentes con espín I2 el número de líneas esperadas es {\displaystyle (2M_{1}I_{1}+1)(2M_{2}I_{2}+1)}. Por ejemplo, el radical metoximetilo {\displaystyle {\ce {H3C(OCH2){.}}}} posee un grupo de dos núcleos equivalentes de {\displaystyle {\ce {^1H}}}, cada uno con {\displaystyle l=1/2} y otro grupo de tres núcleos equivalentes de {\displaystyle {\ce {^1H}}} con espín {\displaystyle l=1/2}, por lo que el número de líneas esperadas es {\displaystyle (2M_{1}l_{1}+1)(2M_{2}l_{2}+1)=[2(2)(1/2)+1][2(3)(1/2)+1]=12}  , lo que concuerda con las observaciones.Espectro de RPE del radical metoximetilo

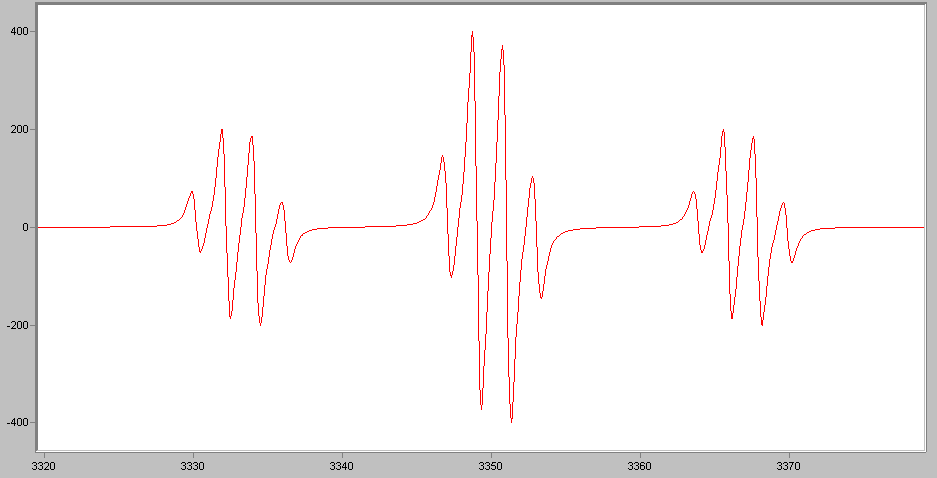
Espectro de RPE del radical metoximetilo

- El método anterior puede ser extendido para predecir el número de líneas para cualquier número de núcleos.

Mientras que es sencillo predecir el número de líneas, la acción contraria, interpretar un espectro complejo multilínea de RPE y asignar los espacios a núcleos específicos es más difícil. 
En el caso común de núcleos con espín {\displaystyle l=1/2} (p.ej. {\displaystyle {\ce {^1H, ^{19}F, ^{31}P}}}), la intensidad de las líneas producidas por un grupo de radicales, cada uno con M núcleos equivalentes, seguirán el triángulo de Pascal. Por ejemplo, el espectro del radical metilo mostrado arriba muestra que los tres núcleos de {\displaystyle {\ce {^1H}}} del radical dan lugar a cuatro líneas con una relación 1:3:3:1 entre ellas. El espaciamiento entre ellas corresponde a una constante de acoplamiento hiperfino de {\displaystyle a_{H}=23\ G} para cada uno de los núcleos de hidrógeno. Nótese que las líneas en el espectro son las primeras derivadas de las absorciones.
Como segundo ejemplo, en el radical metoximetilo {\displaystyle {\ce {H3C(OCH2){.}}}}, el centro {\displaystyle {\ce {OCH2}}} dará un patrón de RPE 1:2:1, con cada uno de sus componentes subdivididos por los tres hidrógenos metoxi en un patrón 1:3:3:1, dando un total de 12 líneas, acomodadas en un triplete de cuartetos. Nótese que las constantes de acoplamiento menores (menor espacio entre líneas) son debido a los tres hidrógenos metoxi, mientras que las constantes de acopl.amiento mayores son debido a los dos hidrógenos unidos directamente al átomo de carbono que comparten el electrón desapareado. El común que las constantes de acoplamiento disminuyan su valor con la distancia hacia un electrón desapareado, aunque hay notables excepciones como el radical etilo.

### Definición del ancho de la señal de resonancia
Los anchos de la señal de resonancia están definidos en términos de la inducción magnética B y sus unidades correspondientes  y son medidos a través del eje X de los espectros de rPE, desde el centro de la señal hasta un punto de referencia elegido de la línea. Estos anchos definidos son llamados ancho medio y poseen algunas ventajas: para líneas asimétricas se pueden proporcionar valores de anchos medios izquierdo y derecho. El ancho medio {\displaystyle \Delta B_{h}} es la distancia medida desde el centro de la señal hasta el punto en que el valor de la absorción iguala a la mitad del máximo de absorción en el centro de esa línea de resonancia. El primer ancho de inclinación {\displaystyle \Delta B_{1/2}} es la distancia del centro de la señal al punto de máxima inclinación de la curva de absorción. En la práctica, una definición completa de ancho de señal es usada. Para señales simétricas, ancho medio {\displaystyle \Delta B_{1/2}=2\Delta B_{h}} y un ancho de inclinación completa {\displaystyle \Delta B_{max}=2\Delta B_{1s}}

## Aplicaciones

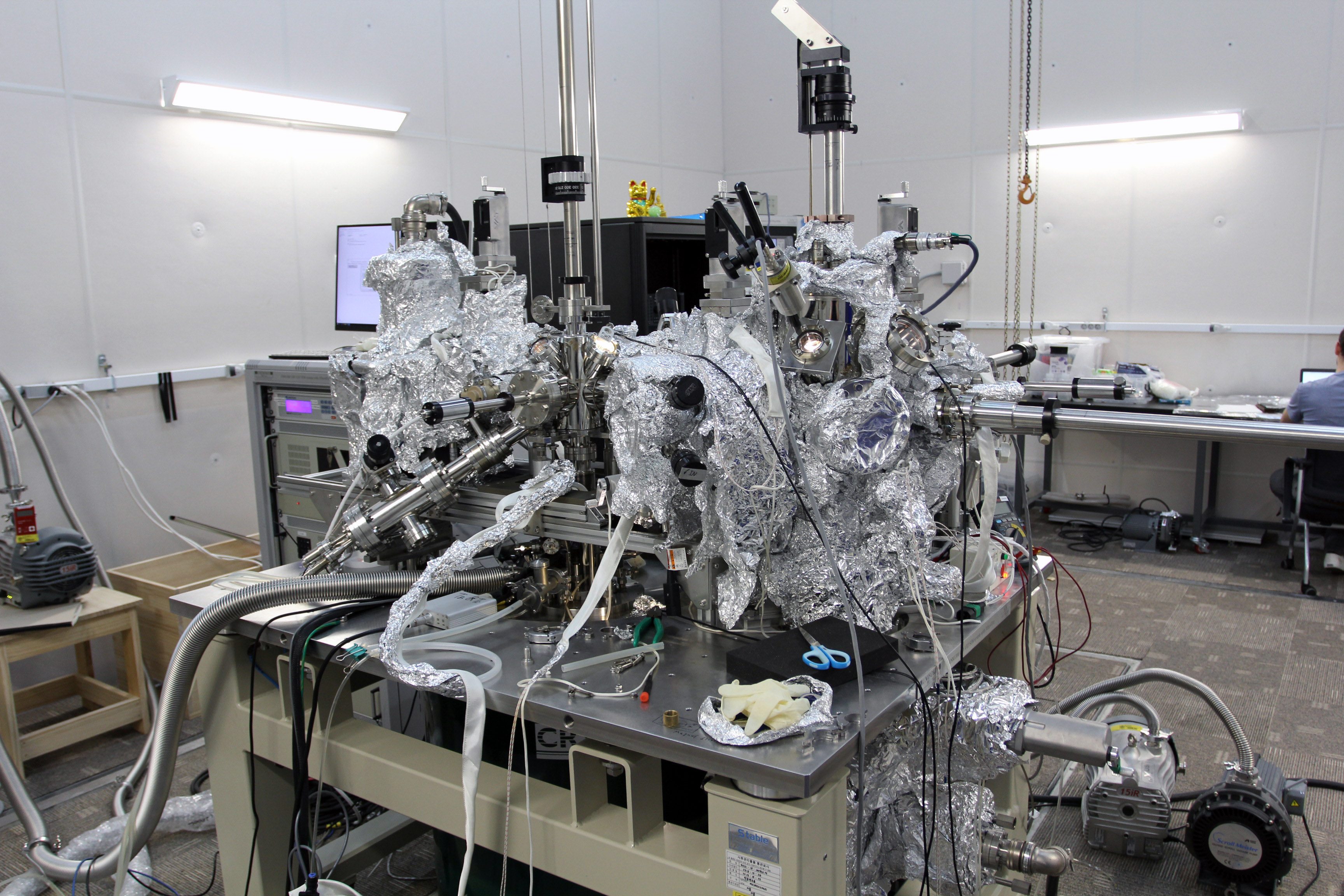
Este aparato de ESR-STM de baja temperatura en el Center for Quantum Nanoscience es uno de los primeros microscopios de efecto túnel en medir la resonancia de espín electrónico en átomos individuales.

La espectroscopía EPR/ESR es usada en diversas ramas de la ciencia como biología, química y física para la detección e identificación de radicales libres en estado sólido, líquido o gaseoso. y en centros paramagnéticos como los centros de color. La espectroscopía RPE es un método sensible y específico para el estudio tanto de radicales formados durante reacciones químicas como para el estudio de las reacciones mismas. Un ejemplo de esto es cuando el hielo de agua se descompone por la exposición a la radiación de alta energía y se forman radicales como H, OH y HO2. Dichos radicales pueden estudiarse mediante RPE. 
Radicales orgánicos e inorgánicos pueden ser detectados en sistemas electroquímicos y en materiales expuestos a la luz UV. En muchos casos, las reacciones de formación de radicales y las reacciones subsecuentes de dichos radicales son de interés, mientras que en otros casos la técnica se utiliza para proveer información de la geometría de un radical o del orbital donde se encuentra el electrón desapareado. La espectroscopía EPR/ESR también es usada en geología y arqueología como una técnica de datación. Puede ser aplicada a un amplio rango de materiales como carbonatos, sulfatos, fosfatos, sílice y silicatos.
La técnica de RPE ha demostrado ser una herramienta útil en la investigación sobre catálisis homogénea para la caracterización de complejos paramagnéticos e intermediarios reactivos. También es particularmente útil para investigar sus estructuras electrónicas, fundamentales para entender su reactividad.
También existen aplicaciones médicas y biológicas. A pesar de que los radicales son muy reactivos y, en consecuencia, no aparecen normalmente en altas concentraciones en la biología, algunos reactivos especiales se han desarrollado para etiquetar mediante espín a las moléculas de interés. Estos reactivos son particularmente útiles en sistemas biológicos. Moléculas radicales no reactivas especialmente diseñadas pueden acoplarse a sitios específicos en una célula biológica y el espectro de RPE puede brindar entonces información del entorno alrededor de estas etiquetas de espín o sondas radicalarias. Los ácidos grasos etiquetados han sido extensivamente usados para estudiar la organización dinámica de los lípidos en membranas biológicas, interacciones lípido-proteínicas y temperaturas de transición de fases cristalinas que van de geles a líquidos.
Un tipo de sistema de dosimetría ha sido diseñado para estándares de referencia y uso rutinario en medicina, basándose en las señales de RPE de radicales provenientes de α-alanina policristalina irradiada. Este método es útil para medir dosis de radiación provenientes de rayos gamma, rayos X, electrones, protones y transferencias lineales de alta energía en un rango de 1 Gy a 100 kGy.
La espectroscopía EPR/ESR puede ser aplicada únicamente a sistemas en los que el balance entre el decaimiento de los radicales y su formación mantiene la concentración de estos arriba del límite de detección del espectrómetro usado. Esto puede ser un problema particularmente importante en el estudio de reacciones en líquidos. Una aproximación alternativa es el estudio de muestras mediante el alentamiento de reacciones a temperaturas criogénicas, como 77 K (nitrógeno líquid) o 4.2 K (helio líquido). Un ejemplo de esto es el estudio de reacciones en monocristales de aminoácidos expuestos a rayos X, trabajo que algunas veces lleva a energías de activación y constantes de velocidad para reacciones de radicales. 
El estudio de radicales libres inducidos por radiación en sustancias biológicas (para investigación sobre cáncer) posee el problema adicional de que los tejidos contienen agua y ésta, debido a su momento dipolar eléctrico, posee una alta banda de absorción en la región de las microondas usada por los espectrómetros RPE.
La técnica también ha sido usada por arqueólogos en la datación de dientes. El daño por radiación durante largos periodos de tiempo crea radicales libres en el esmalte dental, el cual puede ser examinado y, después de una calibración apropiada, datado. Alternativamente, el material extraído de los dientes de las personas durante procedimientos dentales puede ser utilizado para cuantificar su exposición acumulativa a la radiación ionizante. Las personas que estuvieron expuestas a la radiación del desastre nuclear de Chernóbil han sido examinadas mediante este método.
Los alimentos que han sido esterilizados mediante radiación han sido examinados mediante esta técnica con el objetivo de desarrollar métodos que determinen si la comida ha sido irradiado y en qué dosis. 
Este tipo de espectroscopía también ha sido utilizada para medir la microviscosidad y micropolaridad de los sistemas de transporte de medicamentos así como para la caracterización de vehículos para medicamentos coloidales.

## Mediciones en campos altos y altas frecuencias
Las mediciones de espectroscopía RPE en campos altos y frecuencias altas a veces es requerido para detectar detalles sutiles. Sin embargo, durante muchos años, el uso de electroimanes que produjeran campos por encima de 1.5 T era imposible debido, principalmente, a limitaciones de los materiales magnéticos tradicionales. El primer espectrómetro multifuncional de RPE milimétrico con un solenoide superconductor fue descrito a inicios de la década de 1970 por el grupo del profesor Y.S. Lebedev (del Russian Institute of Chemical Physics, en Moscú) en colaboración con el grupo del profesor L. G. Oranski (del Ukranian Physics and Technics Institute, en Donetsk), quienes comenzaron a trabajar en la institución del primero alrededor de 1975. Dos décadas después, un espectrómetro de RPE de banda W fue lanzado como una pequeña línea comercial por The German Bruker Company, lo que comenzó la expansión de las técnicas de RPE de banda W en laboratorios académicos de mediana escala.
| Banda                       | L    | S    | C    | X    | P    | K    | Q    | U   | V   | E   | W   | F   | D   | —   | J    | —    |
| --------------------------- | ---- | ---- | ---- | ---- | ---- | ---- | ---- | --- | --- | --- | --- | --- | --- | --- | ---- | ---- |
| {\displaystyle \lambda /mm} | 300  | 100  | 75   | 30   | 20   | 12.5 | 8.5  | 6   | 4.6 | 4   | 3.2 | 2.7 | 2.1 | 1.6 | 1.1  | 0.83 |
| {\displaystyle \nu /GHz}    | 1    | 3    | 4    | 10   | 15   | 24   | 35   | 50  | 65  | 75  | 95  | 111 | 140 | 190 | 285  | 360  |
| {\displaystyle B_{0}/T}     | 0.03 | 0.11 | 0.14 | 0.33 | 0.54 | 0.86 | 1.25 | 1.8 | 2.3 | 2.7 | 3.5 | 3.9 | 4.9 | 6.8 | 10.2 | 12.8 |

La banda de RPE está estipulada por la frecuencia o las longitudes de onda de la fuente de microondas del espectrómetro como se muestra en la tabla de arriba.

Variación del espectro de RPE en el radical TEMPO (mostrado a la izquierda) con el cambio de banda de microondas. Nótese cómo la resolución mejora conforme la frecuencia aumenta.

Los experimentos de RPE usualmente son llevados a cabo en las bandas X y, menos comúnmente, en las Q, debido principalmente a la disponibilidad de los componentes de microondas (originalmente desarrollados para radares). Una segunda razón para el uso extendido de las mediciones en bandas X y Q es que los electroimanes pueden generan campos de alrededor de 1 tesla. Sin embargo, la baja resolución espectral debido al factor g en estas bandas limita el estudio de los centros paramagnéticos con parámetros magnéticos anisotrópicos relativamente bajos. Mediciones a {\displaystyle \nu }>40 GHz en la región milimétrica de las longitudes de onda usualmente presenta las siguientes ventajas:
1. El espectro de RPE se simplifica debido a la reducción de efectos de segundo orden en campos altos.
2. Incremento de la selectividad de la orientación y la sensibilidad en la investigación de sistemas desordenados.
3. La información y precisión de los métodos de pulso incrementa en campos magnéticos altos.
4. Accesibilidad de sistemas de espín con desdoblamiento de campo cero mayor debido a la mayor energía cuántica de las microondas.
5. Mayor resolución espectral sobre el factor g, lo que incrementa con la frecuencia de radiación {\displaystyle (\nu )} y el campo magnético externo {\displaystyle B_{0}}. Esto es usado para investigar la estructura, polaridad y dinámica de los microentornos de los radicales en sistemas orgánicos y biológicos con modificaciones de espín a través de los marcadores de espín. La figura muestra  cómo la resolución espectral mejora con el incremento de la frecuencia.
6. La saturación de centros paramagnéticos ocurre en campos de polarización de microondas {\displaystyle B_{1}} relativamente bajos, debido a la dependencia exponencial del número de espines excitados en la frecuencia de radiación. Este efecto puede ser utilizado para estudiar la relajación y la dinámica de centros paramagnéticos así como movimientos superlentos en los sistemas estudiados.
7. La relajación cruzada de centros paramagnéticos disminuye de manera importante en campos magnéticos altos, volviendo más fácil obtener información más precisa y completa del sistema estudiado.[18]

Esto fue demostrado experimentalmente en el estudio de diversos sistemas biológicos, poliméricos y otros modelos en espectroscopía de banda D.

## Componentes físicos del equipo

### Puente de microondas
El puente de microondas contiene tanto la fuente de microondas como el detector. Los espectrómetros más viejos utilizaban un tubo de vacío llamado klistrón para generar microondas, pero los espectrómetros modernos utilizan un diodo Gunn. Inmediatamente después de la fuente de microondas, está un aislador que sirve para atenuar cualquier reflejo que regrese a la fuente, lo que podría resultar en fluctuaciones de la frecuencia de microondas. Las microondas entonces pasan a través de un acoplador direccional que divide la onda en dos caminos, uno dirigido hacia la cavidad y otro dirigido al brazo de referencia. A través de ambos caminos existe un atenuador variable que facilita el control preciso del flujo de las microondas. Esto, en cambio, permite un control de la intensidad de las microondas enviadas a la muestra. En el brazo de referencia, después del atenuador variable, está colocado un cambiador de fase que establece una relación de fases definida entre la referencia y la señal reflejada, lo que permite una detección sensible de fases.
La mayoría de los espectrómetros de RPE son espectrómetros de reflexión, lo que significa que el detector sólo debería estar expuesto a la radiación de microondas que se refleja de la cavidad. Esto es logrado a través del uso de un dispositivo conocido como circulador, que dirige la radiación de microondas hacia la cavidad. La radiación de microondas reflejada, después de la absorción por la muestra, pasa a través del circulador con dirección al detector, asegurando que ésta no regrese a la fuente de microondas. La señal de referencia y la señal reflejada se combinan y pasan a través del diodo detector, que convierte la señal de microondas en una corriente eléctrica.

### Brazo de referencia
A bajas energías (menores a 1 μW), la corriente del diodo es proporcional a la potencia de las microondas y el detector es nombrado detector de la ley del cuadrado. A altos niveles de potencia (mayores a 1 mW), la corriente del diodo es proporcional a la raíz cuadrada de la potencia de las microondas y el detector es denominado detector lineal. Para obtener una sensibilidad óptima así como información cuantitativa, el diodo debería operar dentro de la región lineal. Para asegurar el que el detector está operando a ese nivel, el brazo de referencia sirve para proveer una referencia.

### Imán
En un espectrómetro de RPE, el ensamblaje magnético incluye un imán con una fuente de poder dedicada así como un detector de campo o regulador como un sensor de efecto Hall. Los espectrómetros de RPE utilizan uno de dos tipos de imanes que está determinado por la frecuencia de operación de las microondas (lo que también determina el rango de fuerza del campo magnético requerido). El primero de ellos es un electroimán que es generalmente capaz de generar campos de hasta 1.5 T, volviéndolos ideales para medidas en la banda Q. Para generar campos apropiados para la banda W y superiores, se utilizan imanes superconductores. El campo magnético es homogéneo a través de la muestra y posee una alta estabilidad en campo estático.

### Resonador de microondas (cavidad)
El resonador de microondas está diseñado para mejorar el campo magnético de las microondas en la muestra, con el objetivo de inducir transiciones RPE. Es una caja de metal con forma rectangular o cilíndrica que resuena con las microondas (de la misma forma que un tubo de órgano resuena con las ondas de sonido). A la frecuencia de resonancia de la cavidad, las microondas permanecen en el interior y no son reflejadas de regreso. La resonancia significa que la cavidad almacena energía de microondas y su habilidad para hacerlo está dada por el factor de calidad {\displaystyle Q}, definido por la ecuación:
{\displaystyle Q={\frac {2\pi (energia\ almacenada)}{energia\ disipada}}}
Mientras más alto sea el valor de {\displaystyle Q}, más alta será la sensibilidad del espectrómetro. La energía disipada es la energía perdida en un periodo de microondas. LA energía puede perderse debido a las paredes laterales de la cavidad, pues las microondas generan corrientes que, a su vez, generan calor. Una consecuencia de la resonancia es la creación de ondas estáticas en el interior de la cavidad. Las ondas estáticas electromagnéticas poseen sus componentes de campo eléctrico y magnético exactamente fuera de fase. Esto provee una ventaja, pues el campo eléctrico provee una absorción no resonante de las microondas, lo que incrementa la disipación de energía y reduce el valor de {\displaystyle Q}. Para lograr acrecentar las señales y en consecuencia, aumentar la sensibilidad, la muestra es colocada de manera que recaiga en el máximo del campo magnético y en el mínimo del campo eléctrico. Cuando la fuerza del campo magnético es tal que ocurre un evento de absorción, el valor de {\displaystyle Q} será reducido debido a una pérdida extra de energía. Esto resulta en un cambio en la impedancia, que sirve para detener la cavidad de un acoplamiento crítico. Esto significa que las microondas ahora serán reflejadas de regreso al detector (En el puente de microondas) donde una señal de RPE será detectada.

## Resonancia paramagnética electrónica de pulso
La dinámica del espín electrónico se estudia de una mejor manera con mediciones pulsadas. Los pulsos de microondas, usualmente de entre 10 a 100 ns, son utilizados para controlar los espines en la esfera de Bloch. El tiempo de relajación del entramado de espín puede ser medido con un experimento de recuperación de la inversión. 
De forma homóloga a la resonancia magnética electrónica de pulso, el eco de Hahn es central para la mayoría de los experimentos. Un experimento de decaimiento del eco de espín puede ser utilizado para medir el tiempo de desfasaje, como se muestra en la animación. El tamaño del eco es registrado para diferentes espacios de ambos pulsos. Esto revela la decoherencia, la cual no es recentrada por el pulso {\displaystyle \pi }. En casos simples, un decaimiento exponencial es medido, lo que es descrito por el tiempo {\displaystyle T_{2}}.